# Liste der Monuments historiques in Songeons
Die Liste der Monuments historiques in Songeons führt die Monuments historiques in der französischen Gemeinde Songeons auf.

## Liste der Bauwerke
| Bezeichnung        | Beschreibung                  | Standort | Kennzeichnung | Schutzstatus | Datum | Bild           |
| ------------------ | ----------------------------- | -------- | ------------- | ------------ | ----- | -------------- |
| Markthalle         | Erbaut im 17./18. Jahrhundert | (Lage)   | PA00114915    | Inscrit      | 1988  | weitere Bilder |
| Ehemaliges Rathaus | Erbaut 1819                   | (Lage)   | PA00114916    | Inscrit      | 1988  | weitere Bilder |

## Liste der Objekte
- Monuments historiques (Objekte) in Songeons in der Base Palissy des französischen Kultusministeriums